# Santa Maria Immacolata e San Giovanni Berchmans

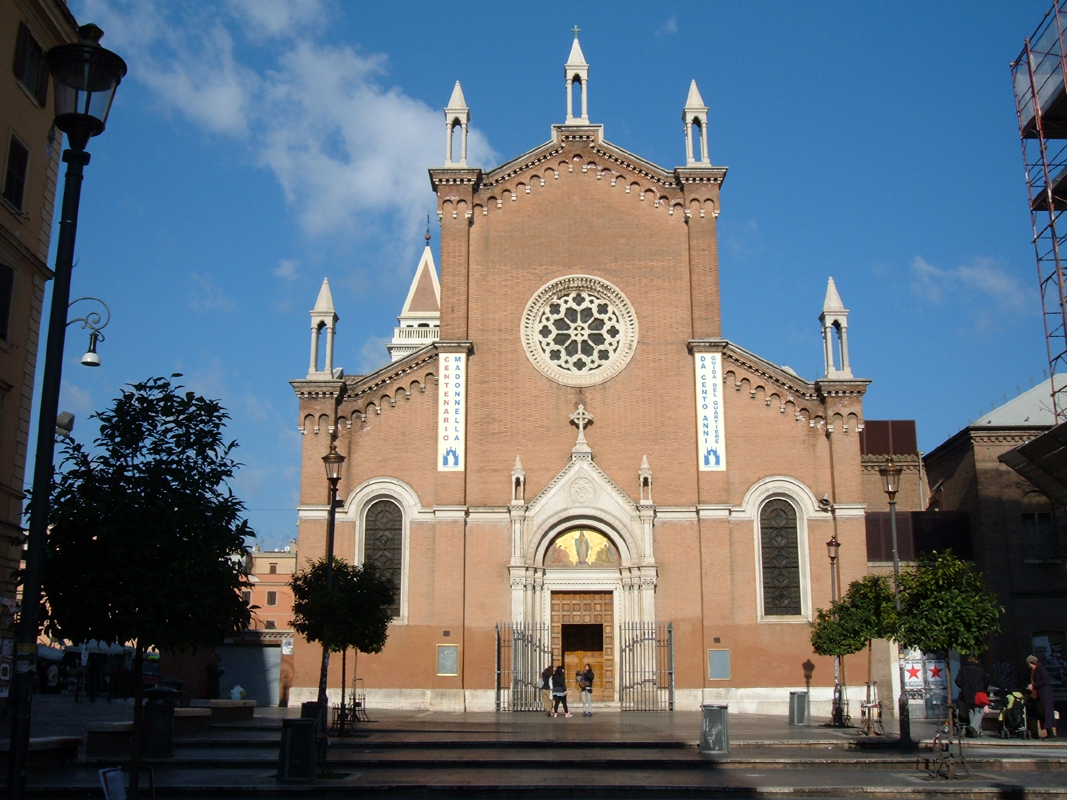
Vista da fachada.

Santa Maria Immacolata e San Giovanni Berchmans é uma igreja titular de Roma localizada na Piazza dell'immacolata, no quartiere Tiburtino. É dedicada à Imaculada Conceição e a São João Berchmans.
É sede do título cardinalício de Imaculada em Tiburtino, cujo cardeal-presbítero protetor é o brasileiro Raymundo Damasceno Assis, arcebispo-emérito de Aparecida.

## História

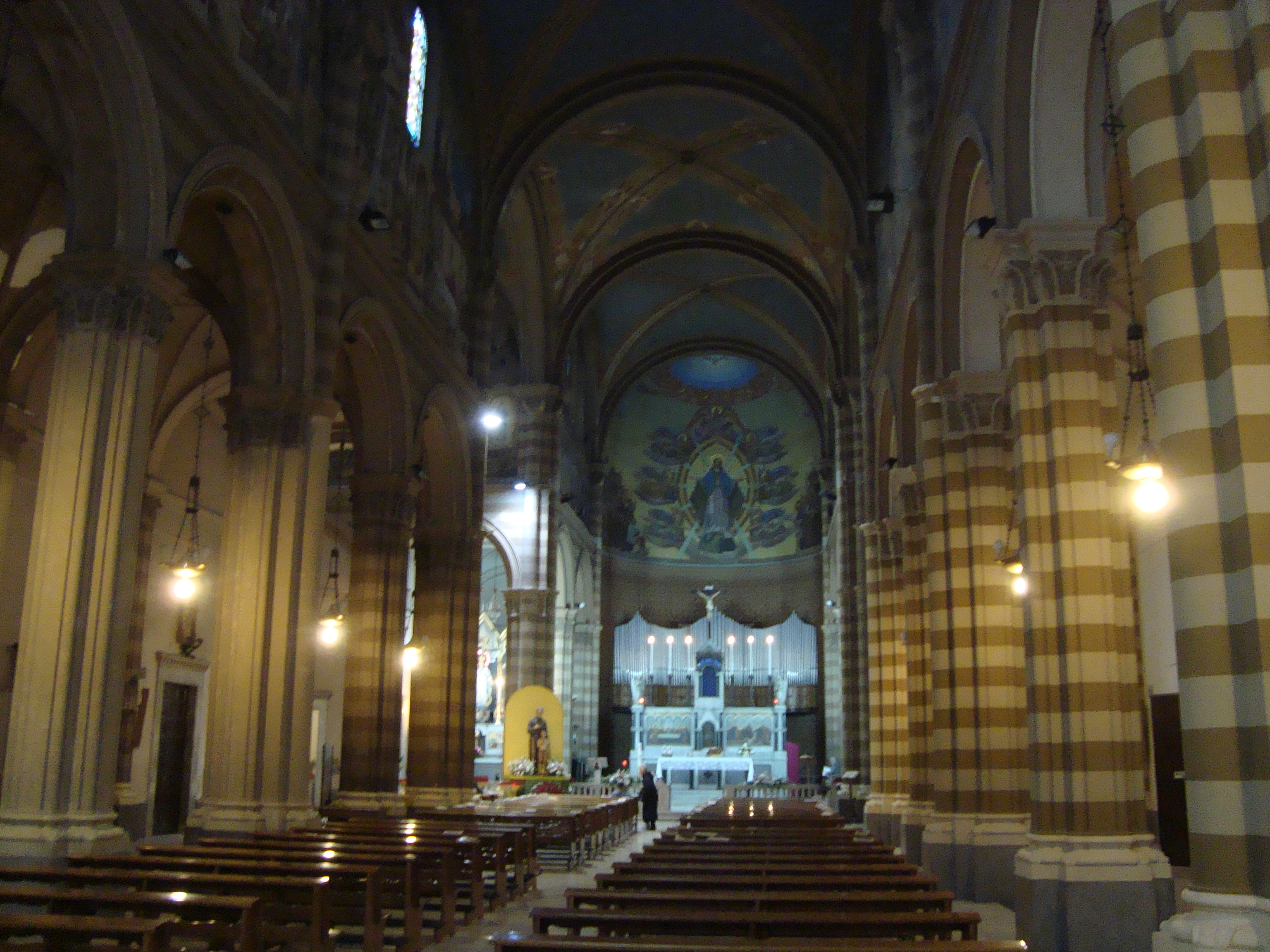
Vista do interior.

Esta igreja foi construída pelo papa Pio X entre 1906 e 1909 com base num projeto do arquiteto Costantino Schneider — responsável também pelas igrejas de Santa Maria del Buon Consiglio a Porta Furba e Ognissanti — e foi solenemente consagrada pelo arcebispo de Malinas, o cardeal Desiré Mercier, em 19 de março de 1909. A co-dedicação a João Berchmans, um jesuíta belga, foi um reconhecimento aos católicos da Bélgica que contribuíram com recursos para a construção da igreja.
A igreja é sede de uma paróquia criada por Pio X em 12 de março de 1909 através da carta apostólica In ordinandis e entregue aos Josefinos de Murialdo. A partir de 1969, passou também a ser sede do título cardinalício de Imaculada em Tiburtino.

## Descrição

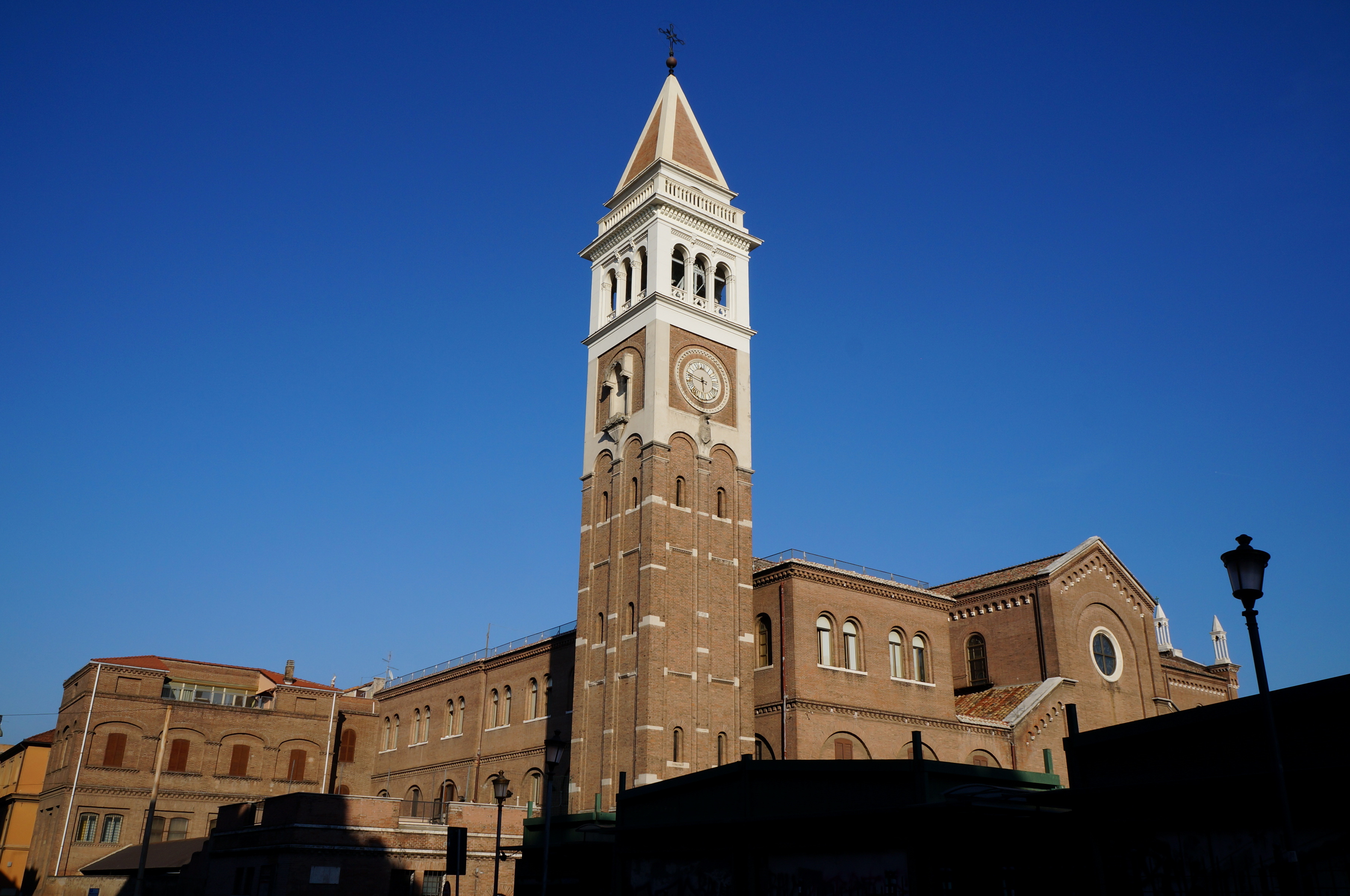
Vista lateral com o campanário.

Esta igreja é em estilo neorromânico com elementos neogótico. O exterior é revestido de tijolos aparentes; a fachada se abre no centro em um portal com luneta  e, acima dele, numa roseta circular. O campanário, inspirado no Campanário de São Marcos, em Veneza, foi acrescentado mais tarde, em 1929 para abrigar um conjunto de seis sinos.
O interior se apresenta numa planta em cruz latina com três naves cobertas por uma abóbada em cruzaria com janelas com vitrais coloridos. A decoração remonta ao período pós-guerra (1946-1954) e foi realizada por Mario Prayer: na abside está "Triunfo da Virgem entre Santos e Mártires"; muitos dos personagens representados na decoração do transepto e da nave central foram baseados em fotografias de homens e mulheres mortos durante o bombardeio de 19 de julho de 1943, do qual foram vítimas vários romanos e também a basílica de San Lorenzo fuori le Mura. Na cantoria ao lado do altar-mor está um órgão de tubos construído em 1925 por Zeno Fedeli e eletrificado posteriormente, com 17 registros em dois teclados e pedaleiras.